# Jaco Peyper
Jaco Peyper (Bloemfontein, 10 maggio 1980) è un arbitro di rugby a 15 sudafricano, internazionale dal 2011.

## Biografia
Peyper, giovane mediano di mischia fino al suo secondo anno di università, cessò anzitempo l'attività agonistica a causa di numerosi infortuni.
Per un breve periodo allenò una formazione scolastica, poi ebbe l'occasione di arbitrare e iniziò il corso federale per direttori di gara, esordendo in Currie Cup a 26 anni nel 2007 nell'incontro tra Griquas e Leopards.
Nel 2008 esordì in Super 14 e, nel 2011, divenne internazionale e diresse il suo primo test match, a Nairobi tra Kenya e Uganda, in occasione della Elgon Cup di quell'anno.
In quello stesso anno diresse la finale del mondiale giovanile in Italia tra le rappresentative di Nuova Zelanda e Inghilterra.
Nel 2012 diresse i suoi primi incontri tra Nazionali di prima fascia, i tre test tra Australia e Scozia nel corso del tour dei britannici in Oceania e, più tardi, anche il suo primo incontro di playoff in Super Rugby, quello del 2012 tra Crusaders e Bulls.
Nella 2ª giornata del Championship 2012 diresse il suo primo incontro in tale torneo, tra Argentina e Nuova Zelanda.
Il suo primo incontro nel Sei Nazioni fu nel 2013 tra Scozia e Italia. Dal suo esordio viene designato annualmente a tutte le edizioni del Rugby Championship, eccetto quella del 2019, e del Sei Nazioni.
Designato per arbitrare la finale del Super Rugby 2015 tra Hurricanes e Highlanders, fu incluso nel panel dei direttori di gara alla Coppa del Mondo di rugby 2015, del cui incontro inaugurale tra Inghilterra e Figi fu arbitro.
In totale nella fase a gironi diresse quattro incontri.
Nella fase finale fu assistente nel quarto di finale tra Nuova Zelanda e Francia e nella semifinale tra Argentina e Australia.
Fu arbitro anche delle finali del Super Rugby nelle edizioni del 2017 e del 2019.
Selezionato anche per la Coppa del Mondo 2019 in Giappone raggiunse in tale competizione il suo 50º incontro internazionale arbitrando il quarto di finale tra Galles e Francia.
Al termine di tale incontro Peyper fu bersaglio di polemiche relativamente a una fotografia in cui appariva in compagnia di alcuni tifosi gallesi, con i quali imitava la gomitata inferta dal francese Vahaamahina al gallese Aaron Wainwright che costò l'espulsione al primo.
World Rugby aprì un'inchiesta sull'accaduto; Peyper si scusò per l'inopportunità del gesto ma nessun procedimento disciplinare fu emanato a suo carico; terminò il torneo come assistente di gara della finale per il terzo posto posto tra Nuova Zelanda e Galles.
Il 10 maggio 2023 World Rugby lo inserisce tra gli arbitri selezionati per il mondiale del 2023 in Francia.